# Malin Space Science Systems

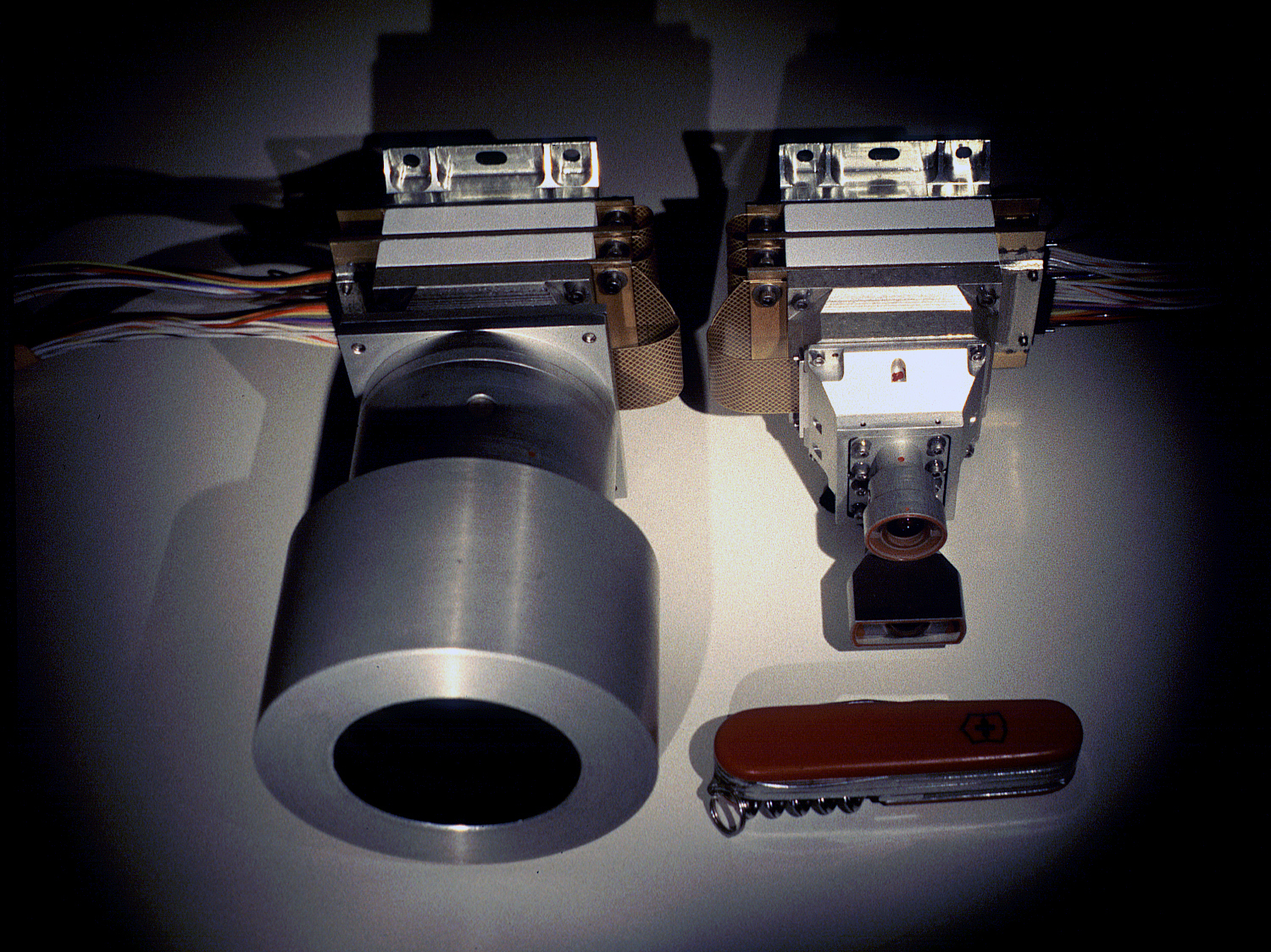
Caméras de la société développées pour la sonde spatiale Mars Reconnaissance Orbiter

Malin Space Science Systems est une société américaine basée à San Diego et dirigée par le planétologue Michael C. Malin. Elle a été créée par ce dernier en 1990 et compte une trentaine de personnes. Elle est surtout connue pour avoir développé un grand nombre de caméras utilisées par les sondes spatiales de la NASA lancées vers la planète Mars.
MSSS a développé quatre des caméras équipant le rover Curiosity, en mission scientifique sur Mars : les deux caméras situées sur le mât du rover (mastcams), MAHLI et MARDI
MSSS gère aussi deux caméras sur Mars Reconnaissance Orbiter : MARCI (pour Mars Color Imager) et CTX (pour Context Camera). La première fournit une cartographie climatique quotidienne de Mars, tandis que la seconde se charge de cartographier Mars avec une résolution de six mètres par pixel, ce qu'elle a accompli à plus de 99 % dès début mars
MSSS a aussi été chargée de développer et d'opérer la caméra embarquée à bord de Juno.
MSSS a développé les trois caméras scientifiques du Lunar Reconnaissance Orbiter, qui ont envoyé sur Terre plus d'un million d'images.

## Quelques caméras développées par Malin
- Mars Global Surveyor : MCO
- Mars Science Laboratory : MAHLI, MARDI
- Mars Reconnaissance Orbiter MARCI, CTX
- Juno : JunoCam
- Lunar Reconnaissance Orbiter : LROC
- Mars 2020 : Mastcam-Z